# 内沃林
内沃林（德語：Neverin）是德国梅克伦堡-前波美拉尼亚州的市镇，隶属于梅克伦堡湖区县。总面积为13.32平方千米，截至2023年12月31日总人口为1,000人。